# 로터리 인코더

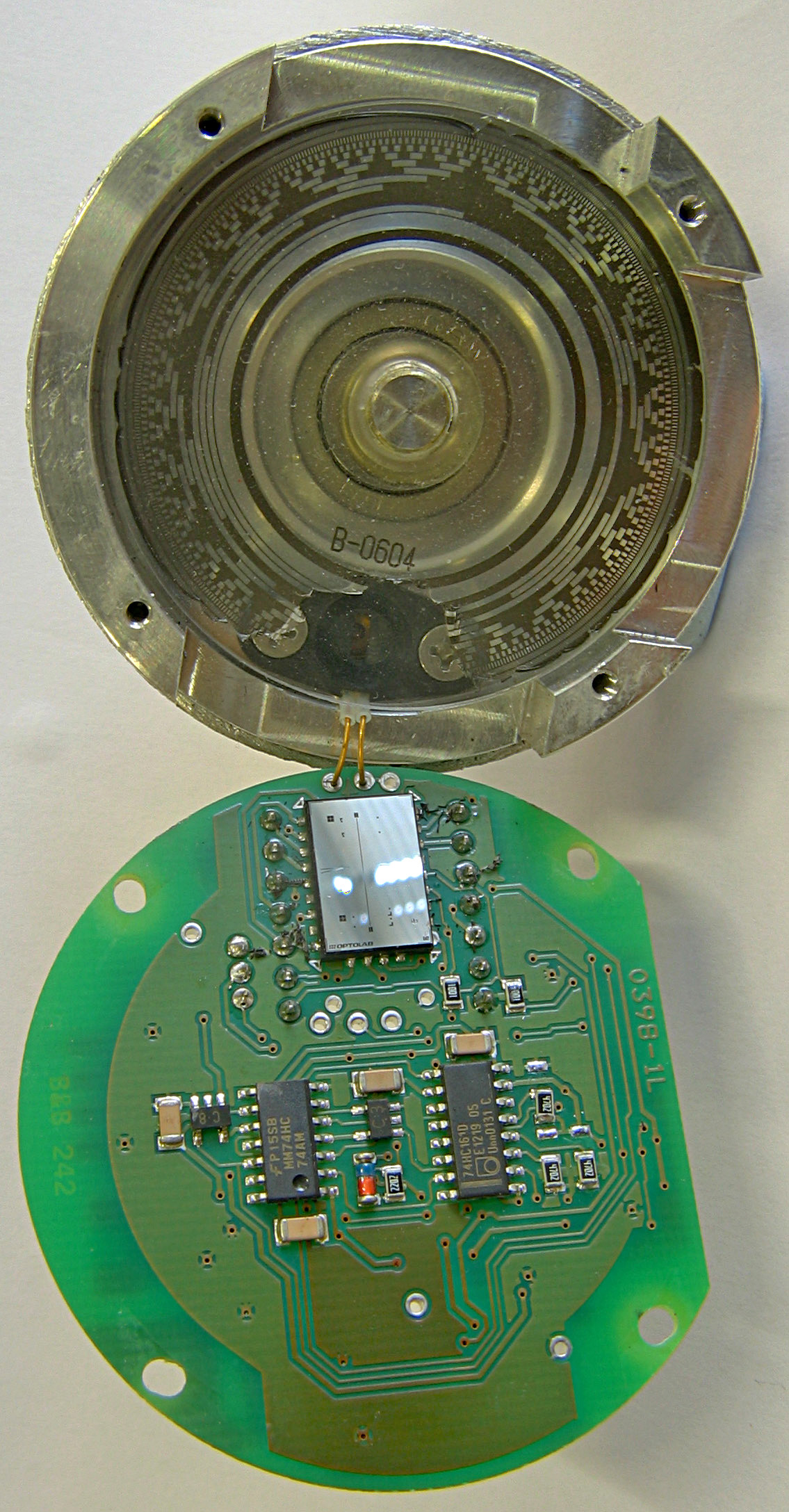
13개 트랙이 있는 그레이 부호 앱솔루트 로터리 인코더. 상단에는 하우징, 차단기 디스크, 광원이 보인다. 하단에는 감지 요소와 지원 부품이 있다.

로터리 인코더(rotary encoder) 또는 샤프트 인코더(shaft encoder)는 샤프트 또는 축의 각도 위치나 동작을 아날로그 또는 디지털 출력 신호로 변환하는 전기기계 장치이다.
로터리 인코더에는 절대형 인코더와 증분형 인코더의 두 가지 주요 유형이 있다. 절대 인코더의 출력은 현재 샤프트 위치를 나타내며 이를 앵글 트랜스듀서로 만든다. 증분 인코더의 출력은 일반적으로 위치, 속도, 거리 등의 정보로 다른 곳에서 처리되는 샤프트의 동작에 대한 정보를 제공한다.
로터리 인코더는 산업 제어, 로봇공학, 사진 렌즈, 광기계식 마우스 및 트랙볼과 같은 컴퓨터 입력 장치, 제어된 응력 레오미터, 회전 레이더 플랫폼을 포함하여 기계 시스템의 모니터링이나 제어 또는 두 가지 모두가 필요한 광범위한 응용 분야에 사용된다.